# La Juive
La Juive (La jueva, de vegades titulada L'Ebrea) és una òpera en cinc actes de Fromental Halévy sobre un llibret original d'Eugène Scribe, estrenada a l'Òpera de París el 23 de febrer de 1835 amb un gran èxit amb més de cinc-centes representacions. És considerada com una de les obres més destacades de la grand opéra. Explica la història d'un amor impossible entre un home cristià i una dona jueva, i combina la història amb la passió.

## Origen i context
Halévy deu la seva fama, com molts altres compositors, a una única òpera que va ser acollida triomfalment pel públic no només per trobar el moment adequat per a la seva estrena sinó per virtuts que ja els crítics de l'època reconeixien en la seva partitura, el mateix Wagner s'inclou entre els personatges que no la van deixar de lloar. Posteriorment, i després d'un any de passeig triomfal, només la seva següent òpera -L'Éclair- arriba a tenir alguna ressonància i es reposa en alguna ocasió, de la resta, silenci.
La Juive va ser una de les òperes més populars i admirades del segle xix. El llibret va ser escrit per Eugène Scribe, un dels autors dramàtics més prolífics de l'època, dins dels paràmetres estètics que aleshores triomfaven a l'Opéra de Paris, on l'òpera va ser estrenada: una obra en cinc actes farcida d'episodis espectaculars (ací el Concili de Constança, de 1414), requerint una posada en escena fastuosa, i un argument dramàtic subratllat per punyents esdeveniments històrics. A més, calia fer possible la intervenció del cor, del ballet, i d'efectes escènics que aprofitaren les possibilitats tècniques de l'Òpera de París. És doncs una òpera de difícil realització, ja que requereix un repartiment d'altíssim nivell, amb dos tenors, dues sopranos, dos baixos i un baríton: Rossini no és lluny.
Mitjançant la història d'un amor impossible entre un home cristià i una dona jueva, l'obra pot ser considerada un cant a la tolerància religiosa, en la mateixa línia que Les Huguenots, de Giacomo Meyerbeer, estrenada l'any anterior. En l'època de l'estrena, la Monarquia de juliol havia liberalitzat les pràctiques religioses a França. Tant Meyerbeer com Halévy eren jueus, i els arguments relacionats amb la tolerància religiosa van ser habituals en les seves obres. Les crítiques de les primeres representacions mostren com els periodistes van reaccionar enfront del liberalisme i l'aparent anticlericalisme del text de Scribe, més aviat que específicament en contra del tema «jueu».

## Representacions

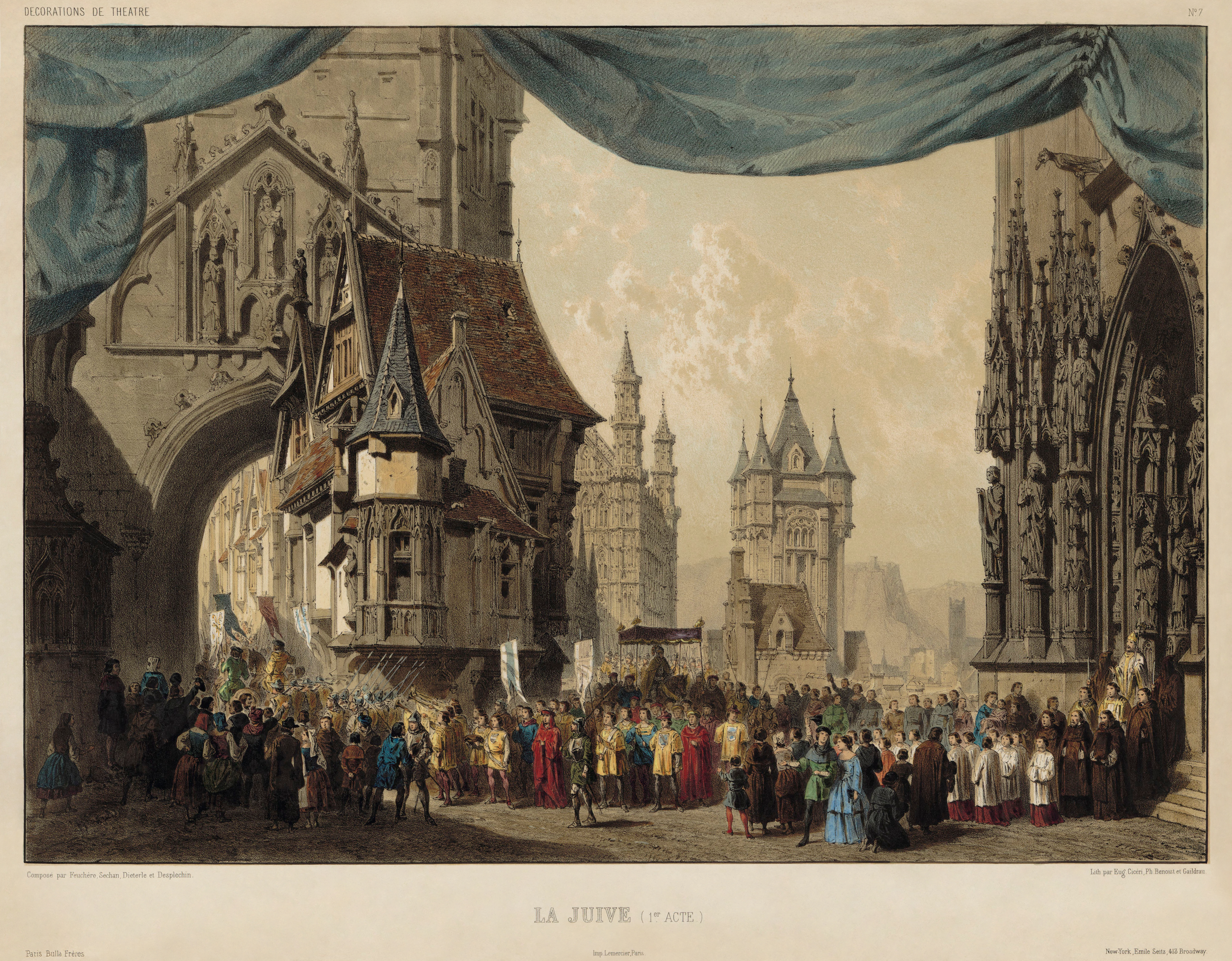
Escena de l'estrena

Va ser estrenada a l'Òpera de París el 23 de febrer de 1835, amb una luxosa producció de 150.000 francs de pressupost. Les interpretacions de Falcon en el personatge protagonista i de Nourrit com a Éléazar van ser particularment lloades. Nourrit va exercir una influència significativa en l'òpera: el paper d'Éléazar, originalment concebut per a un baix, va ser reescrit per a ell, i tot sembla indicar que l'original final de l'Acte IV, amb una ària en lloc del tradicional número de conjunt, va ser idea seva. També podria haver suggerit el text de l'esmentada ària: Rachel, quand du seigneur. La producció va ser remarcable pel seu luxe, incloent-hi la participació d'un orgue sobre l'escenari en l'Acte I, l'enorme nombre d'extres i uns decorats sense precedents. Richard Wagner, qui admirava La Juive, potser va "copiar" l'efecte de l'orgue per a l'Acte I de Els mestres cantaires de Nuremberg, i el martelleig d'Éléazar en el seu treball d'orfebreria amb el de Hans Sachs apedaçant el calcer.
La Juive va gaudir d'un èxit internacional comparable al de les Grand Opéras de Meyerbeer. Va ser l'obra que es va fer servir per a la inauguració del Palais Garnier de París, l'any 1875. Es va programar regularment fins a la dècada del 1930. Immerescudament fou desterrada dels escenaris europeus en les seqüeles de la Segona Guerra Mundial. En els últims anys han tingut lloc representacions modernes a l'Òpera de l'Estat de Viena (1999), el Metropolitan Opera de Nova York (2003), el Teatro La Fenice de Venècia (2005) i l'Òpera de París (2007), i ha captivat les audiències des de llavors amb les seves melodies fabuloses, sumptuosa posada en escena i els temes universals de l'amor i l'odi, l'esperança i la desesperació.
Entre les opinions favorables envers La Juive cal destacar la de Gustav Mahler i, com s'ha indicat adés, la de Richard Wagner. Sota el règim nazi, a Alemanya, va ser prohibida la seva representació, igual que totes les obres de compositors jueus. Hans Pfitzner, tot i el seu intens nacionalisme, va lamentar la prohibició, qualificant-la d'acte de vandalisme, atès que considerava La Juive una de les òperes més genuïnes de la seva època i una fita en la història del drama musical.
A Catalunya s'estrenà al Gran Teatre del Liceu l'1 de març de 1859.

## Sinopsi

### Antecedents

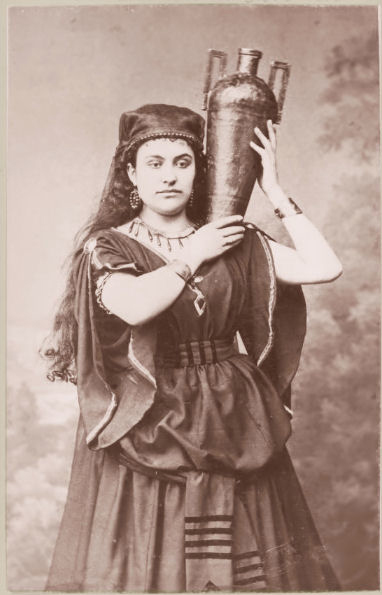
Amalie Materna com a Rachel el 1885

Quan era jove, el jueu Éléazar va viure a Itàlia, prop de Roma, on va haver de presenciar la condemna i execució dels seus fills, acusats d'heretgia pel comte Brogni. Ell mateix va ser desterrat i forçat a fugir a Suïssa.
Durant el seu viatge, Éléazar va trobar un nadó a punt de morir, abandonat dins d'una casa que havia patit un incendi i que va resultar ser la casa del comte. Uns bandits havien calat foc a la casa i havien intentat assassinar tota la família del comte, sense saber que el comte es trobava a Roma en aquells moments.
Éléazar va endur-se l'infant, una noia, i la va criar com a filla seua, donant-li el nom de Rachel. En tornar, Brogni va descobrir les runes de sa casa i els cossos dels membres de la seua família i, subsegüentment va prendre els hàbits, arribant posteriorment a cardenal.
A l'inici de l'òpera, Rachel (ara una dona jove) viu amb son "pare" a la ciutat de Constança. Corre l'any 1414; l'exèrcit de l'Emperador Segimon ha vençut als hussites, en batalles en les quals ha destacat el Príncep Léopold. El Concili de Constança, convocat per Joan XXIII de Pisa pretén resoldre diversos problemes de l'Església. Joan XXIII hi està representat pel Cardenal Brogni, que en realitat va ser un personatge històric, tot i que la seua part en l'òpera és absolutament fictícia.

### Acte I
Una plaça de la ciutat de Constança, l'any 1414
Éléazar és un orfebre. La multitud el condemna per treballar en un dia dedicat a una festivitat de l'Església. Finalment se salva del linxament per l'arribada de Brogni, qui en el procés reconeix en Éléazar el seu antic adversari.
Arriba Léopold, qui es fa passar per un jove artista jueu sota el nom de Samuel. Rachel està enamorada d'ell i no sap res de la seua vertadera identitat. Les lleis locals reflecteixen els perjudicis contra els jueus: si un jueu i un cristià tenen relacions sexuals el cristià és excomunicat i el jueu executat. Per tant, Léopold s'està arriscant molt amb aquest afer amorós, especialment perquè és un home casat, sent la seua muller la Princesa Eudoxie.
La gentada torna per a atacar a Éléazar, però 'Samuel' ordena secretament a les seues tropes que controlen i apaivaguen la situació. L'acte conclou amb una gran i triomfant processó.

### Acte II
A la casa d'Éléazar
Rachel ha invitat Léopold a la celebració de la Pasqua a la casa d'Éléazar. Ell hi és present quan Éléazar i els altres jueus canten les seues oracions de Pasqua. Rachel es posa nerviosa quan s'adona que Léopold refusa menjar la porció de pa sense llevat que li ha donat. Ell li revela que és cristià, sense confessar-li la seua vertadera identitat. Rachel està horroritzada i li recorda a Léopold les terribles conseqüències d'aquesta mena de relació.
Arriba Eudoxie - davant la qual Léopold s'amaga - per a encarregar a Éléazar una valuosa joia per a regalar al seu marit.
Quan Eudoxie se'n va, Léopold promet a Rachel que se l'endurà amb ell. Ella intenta resistir-s'hi, mostrant-se preocupada per abandonar a son pare, però quan ella està a punt de sucumbir a les proposicions de Lépold, són sorpresos per Éléazar, qui maleeix Léopold abans que aquest fugi.

### Acte III
Jardins del palau
Éléazar i Rachel apleguen al palau per a lliurar la joia. Ací, s'adonen que el suposat 'Samuel' és en realitat Léopold; marit de la princesa Eudoxie. Rachel declara el seu amor per ell davant de tots, i immediatament ella, Éléazar i Léopold són arrestats i empresonats, sota les instruccions de Brogni.

### Acte IV
Interior gòtic
Eudoxie demana poder veure Rachel a la presó, i la persuadeix de desdir-se de les seues declaracions. Rachel hi accepta; Brogni accepta commutar la sentència de Léopold i perdonar Rachel i Éléazar si es converteixen al cristianisme. Éléazar, primer respon que s'estimaria més morir, però després fa plans de venjança. Recorda al cardenal l'incendi de la casa que aquest posseí prop de Roma fa molts anys, i li diu que la seua filla petita no hi va morir. Li diu que va ser salvada per un jueu i que només ell sap qui és. Si mor, el seu secret morirà amb ell. Brogni li suplica que li reveli el parador de la seua filla, però en va. Éléazar celebra l'acte de venjança que suposarà la seua mort, però sobtadament recorda que això el farà còmplice de la mort de Rachel. L'única manera de salvar-la és admetre que es tracta de la filla del cardenal, i que no és jueva de naixement, sinó cristiana. L'acte conclou amb l'ària més cèlebre de l'òpera: l'ària d'Éléazar Rachel, quand du Seigneur. En aquest moment, quan està gairebé disposat a consentir, escolta la gentada demanant la seua mort a crits, i decideix que mai no tornarà Rachel als cristians.

### Acte V
Un gran llenç suportat per columnes gòtiques
Éléazar i Rachel seran introduïts en unes olles amb aigua bullent. Rachel està aterrida. Éléazar li explica que pot salvar-se si es converteix al cristianisme. Ella hi refusa i puja al patíbul abans que ell. Mentre la gent canta diverses pregàries, Brogni pregunta a Éléazar si la seua filla està encara viva. Éléazar li contesta que sí i aleshores Brogni li pregunta on pot trobar-la. Éléazar senyala el calderó, dient "Hi és aquí!" Després ell mateix puja al patíbul per a morir, mentre el cardenal cau agenollat. L'òpera conclou amb un cor de monjos, soltats i ciutadans cantant "Ja està fet i ens hem venjat dels jueus!"

## Enregistraments
- Philharmonia Orchestra, dirigida per Antonio de Almeida - amb Josep Carreras com Éléazar. 1989. Philips CD 420 190-2.

El fragment més cèlebre de l'òpera, Rachel! Quand du seigneur, ha estat enregistrat per nombrosos tenors, incloent-hi Enrico Caruso.